# بوليفينول اوكسيديز
بوليفينول اوكسيديز وبالانجليزية (Polyphenol oxidase) (PPO)؛ أيضًا (polyphenol oxidase i ، chloroplastic)، وهو إنزيم يشارك في تحمير الفاكهة، وهو رباعي يحتوي على أربع ذرات من النحاس لكل جزيء.
قد يقبل بوليفينول اوكسيديز ومونو فينول أو كاتيكول كركائز. يعمل الانزيم عن طريق تحفيز إضافة الهيدروكسيل من مونوفينول الجزيئات فيها حلقة البنزين يحتوي على مجموعة هيدروكسيل واحدة مستبدلة إلى كاتيكول الفينولات جزيئات تحتوي على ثنائي الهيدروكسيل بدائل في 1 و2 مواقع، مع عدم وجود الكربون بينها. يمكن أن تحفز أيضًا أكسدة ثنائي الفينول لإنتاج 2،1-بنزوكينون. يحفز بوليفينول اوكسيديز البلمرة السريعة لـ 2،1-بنزوكينون لإنتاج أصباغ سوداء أو بنية أو حمراء التي تسبب لون الفاكهة البني .
يحتوي التيروزين في الأحماض الأمينية على حلقة فينولية واحدة يمكن أن تتأكسد بفعل بوليفينول اوكسيديز لتكوين 2،1-بنزوكينون. ومن ثم، يمكن أيضًا الإشارة إلى بوليفينول اوكسيديز باسم التيروزينات.
تشمل الأطعمة الشائعة التي تنتج الإنزيم الفطر (غاريقون ثنائي البوغ)، التفاح،  الأفوكادو، والخس.

## التركيب والوظيفة
يتم إدراج غاريقون ثنائي البوغ على أنه مورفين، وهو بروتين يمكنه تكوين اثنين أو أكثر من أوليغومرات متجانسة مختلفة (أشكال مورفين)، ولكن يجب أن يتفكك ويغير شكله للتحويل بين الأشكال. كان موجودا باعتباره مونومر، أرتب، رباعي القسيمات، قليل القسيمات،  خلق وظائف متعددة.
في النباتات، اوكسيديز الكاتيكول هو إنزيم بلاستيد مع تخليق ووظيفة غير واضحة. في البلاستيدات الخضراء الوظيفية، قد تشارك في كيمياء الأكسجين مثل وساطة الفسفرة الضوئية الحلقية الكاذبة.
تسميات الإنزيم تميز بين إنزيمات مونوفينول أوكسيديز (التيروزينات) وداي فينول اوكسيديز إنزيمات أوكسيدوروكتاز الأكسجين (كاتيكول أوكسيديز). يتم التحكم في تفضيل الركيزة للتيروزينات وأكسيدات الكاتيكول بواسطة الأحماض الأمينية حول أيوني النحاس في الموقع النشط.

## التوزيع والتطبيقات
يوجد خليط من مونوفينول أوكسيديز وإنزيمات الكاتيكول أوكسيديز في جميع أنسجة النبات تقريبًا، ويمكن أيضًا العثور عليه في البكتيريا والحيوانات والفطريات. في الحشرات، توجد أوكسيديز البوليفينول الجلدي  ومنتجاتها مسؤولة عن تحمل الجفاف.
منتج تفاعل العنب (حمض الجلوتاثيونيل كفتاريك) هو مركب أكسدة ينتج عن عمل بوليفينول اوكسيديز على حمض الكفتاريك ويوجد في النبيذ. هذا اناتج المركب مسؤول عن انخفاض مستوى اللون البني في بعض أنواع النبيذ الأبيض.
تستفيد النباتات من مادة البوليفينول أوكسيديز كأحد مجموعة الدفاعات الكيميائية ضد الطفيليات.

## المثبطات
التيروزين هو مركب رئيسي لتفاعل التصبغ / اللون البني من خلال عمل أوكسيديز البوليفينول. التمييز في تفاعل التصبغ هذا مسؤول عن أنواع مختلفة من الأمراض والاضطرابات.
هناك نوعان من مثبطات بوليفينول اوكسيديز، تلك التي تتنافس مع الأكسجين في موقع الإنزيم النحاسي وتلك التي تتنافس مع الفينولات. تم استخدام تينتوكسين أيضًا في الأبحاث الحديثة للقضاء على نشاط بوليفينول اوكسيديز من شتلات النباتات العليا.
التروبولون هو مثبط أوكسيديز بوليفينول العنب. مثبط آخر لهذا الإنزيم هو بيروسلفيت البوتاسيوم (K 2 S 2 O 5). يتم تثبيط جذر الموز بوليفينول اوكسيديز بشدة بواسطة ديثيوثريتول وميتابيسلفيت الصوديوم .

## المقاييس
تم تطوير العديد من الاختبارات لمراقبة نشاط أوكسيديز البوليفينول ولتقييم فعالية تثبيط مثبطات أوكسيديز البوليفينول. على وجه الخصوص، يتم تطبيق فحوصات قياس الطيف الضوئي بالأشعة فوق البنفسجية / المرئية (UV / Vis) على نطاق واسع.
يتضمن اختبار قياس الطيف الضوئي الأكثر شيوعًا للأشعة المرئية / فوق البنفسجية مراقبة تكوين كينونات الاوكسيديز، وهي منتجات تفاعلات البوليفينول أوكسيديز المحفزة، أو استهلاك الركيزة.
تم أيضًا استخدام طريقة القياس الطيفي البديل التي تتضمن اقتران كينونات الاوكسيديز مع الكواشف النووية مثل 3-ميثيل -2 بنزوثيازولينون هيدرازون هيدروكلوريد (MBTH).
تم الإبلاغ أيضًا عن تقنيات أخرى، مثل فحوصات تلطيخ النشاط باستخدام الرحلان الكهربائي للهلام متعدد الأكريلاميد،  المقايسات المشعة القائمة على التريتيوم  مقايسة استهلاك الأكسجين، 
والمقايسة القائمة على الرنين المغناطيسي النووي (NMR)..

## الاسمرار الإنزيمي
بوليفينول أوكسيديز هو إنزيم موجود في جميع أنحاء الممالك النباتية والحيوانية، بما في ذلك معظم الفواكه والخضروات. بوليفينول اوكسيديز له أهمية لصناعة المواد الغذائية لأنه يحفز اللون البني الإنزيمي عندما تتضرر
الأنسجة من الكدمات أو الضغط أو المسافات البادئة، مما يجعل المنتج أقل قابلية للتسويق ويسبب خسارة اقتصادية. يمكن أن يؤدي الاسمرار الإنزيمي الناتج عن بوليفينول اوكسيديز أيضًا إلى فقدان المحتوى الغذائي في
الفواكه والخضروات، مما يؤدي إلى زيادة انخفاض قيمتها. نظرًا لوجود ركائز تفاعلات بوليفينول اوكسيديز هذه في فجوات الخلايا النباتية التي تضررت بشكل أساسي بسبب الحصاد غير السليم، فإن بوليفينول اوكسيديز تبدأ سلسلة تفاعلات اللون البني.
 يؤدي التعرض للأكسجين عند تقطيعه إلى شرائح أو هرسه أيضًا إلى الاسمرار الإنزيمي بواسطة بوليفينول اوكسيديز في الفواكه والخضروات. تتضمن الأمثلة التي يكون فيها تفاعل اللون البني المحفز بواسطة بوليفينول اوكسيديز مرغوبًا فيه الأفوكادو، والبرقوق، وعنب السلطانة، والشاي الأسود، وحبوب البن الخضراء.

### في المانجو
في المانجو، ينتج اللون البني الإنزيمي المحفز بوليفينول اوكسيديز بشكل أساسي عن حرق النسغ الذي يؤدي إلى تحول لون الجلد إلى اللون البني.  الكاتيكول أوكسيديز من نوع بوليفينول اوكسيديز في البلاستيدات الخضراء لخلايا جلد المانجو وركائزها الفينولية في الفجوات. لذلك فإن حرق النسغ هو الحدث البادئ لـ بوليفينول اوكسيديز في جلد المانجو، حيث إنه يكسر حجرات الخلايا. يوجد بوليفينول اوكسيديز في جلد المانجو والنسغ واللب، مع أعلى مستويات النشاط في الجلد.

### في الأفوكادو
يتسبب اوكسيديز الكاتيكول في الأفوكادو  وهي عملية متعددة الخطوات تتضمن تفاعلات الأكسدة لكل من مونو فينول اوكسيديز وعديد الفينول، مما يؤدي إلى تحويل منتجات 2،1-بنزوكينون لاحقًا بشكل لا رجعة فيه إلى أصباغ بوليمرية بنية (الميلانين).

### في التفاح
يتواجد اوكسيديز الكاتيكول في البلاستيدات الخضراء والميتوكوندريا لجميع أجزاء التفاحة،  وهو الإنزيم الرئيسي المسؤول عن الاسمرار الإنزيمي للتفاح. نظرًا للزيادة في طلب المستهلكين على الفواكه والخضروات المعدة مسبقًا، كان حل الاسمرار الإنزيمي مجالًا مستهدفًا للبحث وتطوير المنتجات الجديدة. على سبيل المثال، يعتبر التفاح المقطّع مسبقًا منتجًا استهلاكيًا جذابًا، لكن تقطيع التفاح إلى شرائح يحفز نشاط اوكسيديز الكاتيكول، مما يؤدي إلى تحمير الأسطح
المقطوعة وتقليل جودتها الجمالية. يحدث التحمير أيضًا في عصائر التفاح والمهروس عندما يتم التعامل معها أو معالجتها بشكل سيئ.
تفاح القطب الشمالي، مثال على الفاكهة المعدلة وراثيًا المصممة لتقليل نشاط اوكسيديز الكاتيكول، هي مجموعة من التفاح المسجل كعلامة تجارية تحتوي على سمة غير بنية مشتقة من إسكات الجينات لقمع التعبير عن اوكسيديز الكاتيكول، وبالتالي تثبيط لون الفاكهة.

### في المشمش
المشمش كفاكهة تبلغ ذروتها يخضع لنضوج سريع بعد الحصاد. يمكن تنشيط شكل بولي فينول اوكسيديز الكامن تلقائيًا خلال الأسابيع الأولى من التخزين، مما ينتج عنه إنزيم نشط بوزن جزيئي 38 كيلو دالتون.
تشكل تركيبات حمض الأسكوربيك / البروتياز طريقة عملية واعدة لمكافحة اللون البني حيث حافظت مهروس المشمش المعالج على لونها. 

### في البطاطس
توجد بتركيزات عالية في قشر درنة البطاطس و1-2 ملم من نسيج القشرة الخارجية، يستخدم بوليفينول اوكسيديز في البطاطس كدفاع ضد افتراس الحشرات، مما يؤدي إلى الاسمرار الإنزيمي من تلف الأنسجة.
تلف أنسجة جلد درنة البطاطس إلى تعطيل تجزئة الخلايا، مما يؤدي إلى اللون البني. يتم إنتاج الأصباغ البنية أو السوداء من تفاعل منتجات بوليفينول اوكسيديز مع مجموعات الأحماض الأمينية في الدرنة.
في البطاطس، لا يتم التعبير عن جينات بوليفينول اوكسيديز فقط في درنات البطاطس، ولكن أيضًا في الأوراق والأعناق والزهور والجذور.

### في الجوز
في الجوز (جوز شائع)، تم تحديد جينين مختلفين يشفران بوليفينول أوكسيديز. وهما متشابهات الانزيم تفضل مختلفة ركائز،
كما يظهربوليفينول اوكسيديز النشاط العالي نحو مونو فينولات، في حين أن بوليفينول اوكسيديز أكثر نشاطا نحو داي فينولات.

### في الحور الأسود
يحول أوكسيديز الكاتيكول أحادي من حمض الكافيك إلى كينون وميلانين في الخلايا المصابة.

## الإنزيمات ذات الصلة
بروفينول اوكسيديز هو شكل معدل من الاستجابة التكميلية الموجودة في بعض اللافقاريات، بما في ذلك الحشرات وسرطان البحر والديدان.
الهيموسيانين متماثل مع أوكسيديز الفينول (مثل التيروزيناز ) حيث أن كلا الإنزيمين يشتركان في تنسيق الموقع النحاسي النشط. يُظهِر الهيموسيانين أيضًا نشاط بوليفينول اوكسيديز، ولكن مع حركية بطيئة من كتلة ستريكية أكبر في الموقع النشط. يحسن التمسخ الجزئي في الواقع نشاط بوليفينول اوكسيديز للهيموسيانين من خلال توفير وصول أكبر إلى الموقع النشط.
يحفز تصنيع أورون  تكوين الأورونات. أورون سينسيز تنقيته من بقية كبيرة الأزهار يظهر ضعف التيروزينيز النشاط ضد إنزولتيكويريتجينين، ولكن هذا الإنزيم لا يتفاعل مع الكلاسيكية التيروزينيز ركائز التيروسين والثيامين، وبالتالي يجب أن تصنف على أنها أوكسيديز الكاتيكول.